# Забовці
Забовці (словен. Zabovci) — поселення в общині Марковці, Подравський регіон‎, Словенія.